# Edmund Kuppel
Edmund Kuppel (* 1947 in Blumenfeld) ist ein deutscher Künstler.

## Leben
Edmund Kuppel studiert von 1966 bis 1970 an der Kunstakademie Karlsruhe Skulptur und parallel dazu von 1969 bis 1972 Kunstgeschichte an der Universität Karlsruhe. Nach dem Studium erhält er 1987–88 eine Gastprofessur an der Hochschule der Bildenden Künste, Braunschweig und 2002 an der Kunstakademie Karlsruhe.
Er beschäftigt sich vornehmlich mit der Fotografie. Er baut fotografische Apparate und Maschinen zur Herstellung und zum Zeigen von Bildern, um Entstehen und technische Bedingung des Fotografierens und der Wahrnehmung zu veranschaulichen. Aus diesem Grund wird seine Arbeit im Bereich der Analytischen Fotografie eingeordnet. Ein Apparat, den er entwickelt und baut, ist ein vor der Kamera montierter Rückspiegel. Damit wird in der Aufnahme in diesem Spiegel auch die Stelle sichtbar, von der der Fotograf die jeweilige Aufnahme macht. Diese Rückspiegel-Kamera wird für Fotosequenzen eingesetzt, in "Plätze" von 1977, in der Pariser Plätze aufgenommen werden, und in der Eiffelturm-Serie. In ihr wird der Eiffelturm von verschiedenen "touristischen" Plätzen aus fotografiert. Im Bild des Eiffelturm erscheint aber gleichzeitig der jeweilige Ort, von dem aus fotografiert wird, etwa Sacre Coeur oder Arc de Triomphe.
Dieser Ansatz wird in dem Bistro-Zyklus ganz eingesetzt, um die Foto-Landschaften in den Pariser Bistros zu dokumentieren. Die Wände der Bistros waren bis in die 1970er Jahre mit Fototapeten geschmückt, die Landschaften aus Frankreich zeigten. Mit der Rückspiegel-Kamera fotografiert Kuppel die Fototapete, wobei nur die Landschaft im Bild erscheint. Im Rückspiegel wird der Ort der Aufnahme erkennbar.
Aus der Bistro-Serie entwickelt Kuppel das 'Kabinett des Ferdinand von Blumenfeld'. Ferdinand von Blumenfeld ist ein fiktiver Fotograf, der die Bistro-Landschaften abfotografiert hat. Die Fotos der Bistro-Landschaften wurden dabei ergänzt durch kurze Notate, in dem über die Eigenheiten der jeweiligen Landschaft, das Bistro oder die Veränderungen seit dem letzten Besuch reflektiert wird.
Neben den Fotoarbeiten beschäftigt sich Kuppel mit Film und Video. Zum Zeigen der Filme manchmal sind es Endlos-Schleifen werden ebenso wie für die Foto-Arbeiten Maschinen gebaut. Ein Beispiel ist die Foto-Installation Die Welle und die Film-Projektion Wenn das Meer den Himmel ersetzt.

## Ausstellungen
- Analytische Fotografie 3, Badischer Kunstverein, Karlsruhe, 1977
- Fotos vom Berg, Kunstforum München, 1982
- L'homme du Cantal - Bild-Werfer/Falt-Bücher, Galerie Ermer, Berlin, 1987
- Paris/Berlin: Situations III, Institut Français, Maison de France, Berlin, 2004
- Le Cabinet de Ferdinand von Blumenfeld:

Espace 8 Novembre, Paris, 2001
Musée national du château de Pau, 2006
Centre des livres d'Artistes, Saint-Yrieux-la-Perche, 2008
ZKM, Karlsruhe, 2009
- PROJEKTIONEN 1970–2010 Ausufernde Sehfelder, ZKM, Karlsruhe, 2011

## Veröffentlichungen
- Fotos, Filme, Maschinen, Katalog zur Ausstellung im Karlsruher Kunstverein, 1977
- Plätze, fotografische Topografie einer Stadt, z. B. Paris, Bad Honnef, 1977
- Der Eiffelturm, Dudweiler, AQ-Verlag, 1982
- Die Passage, Dudweiler, AQ-Verlag, 1982
- Die Bildwerfer, Osnabrück, 1988
- Atlas - L'homme du Cantal, Aurillac, 1992
- Geschichten vom Bistrofotografen, Neuhausen a. d. Fildern/Metz/Mulhouse, 1993
- Reisen und Ausflüge vom Bistrofotografen, Saint-Yrieux-la-Perche und Saarbrücken, AQ-Verlag, 2008
- Projektionen 1970–2010, "Ausufernde Sehfelder", Köln, Verlag der Buchhandlung Walther König, 2011

## Preis(e)
- Käthe-Kollwitz-Preis 2016